# 苯五甲酸
苯五甲酸是一种有机化合物，化学式为C11H6O10。它是无色的单斜晶体，可由高锰酸钾在室温下氧化五甲苯制备得到。它和4,4'-联吡啶可以形成共晶，或者在其存在下与过渡金属化合物构建金属有机框架材料。